# Tomogonia pectoralis
Tomogonia pectoralis är en insektsart som beskrevs av Carl Stål. Tomogonia pectoralis ingår i släktet Tomogonia och familjen hornstritar. Inga underarter finns listade i Catalogue of Life.